# نادي تولوز (1937)
نادي تولوز هو نادي كرة قدم فرنسي أٌسس عام 1937.